# ازدواج سونوغاشيرا
ازدواج سونوغاشيرا في الاصطناع العضوي هو تفاعل ازدواج لتشكيل رابطة كربون-كربون إثر التفاعل بين ألكاين طرفي وأريل أو هاليد الفاينيل بوجود حفاز من البالاديوم والنحاس:
يؤدي هذا التفاعل إلى الحصول على ألكاين أطول، بالتالي فهو من تفاعلات تطويل السلسلة الكربونية.
| The Sonogashira Reaction |

- R1: أريل أو فاينيل
- R2: مجموعة عضوية
- X: I أو Br أو Cl أو OTf